# Yoko Alender

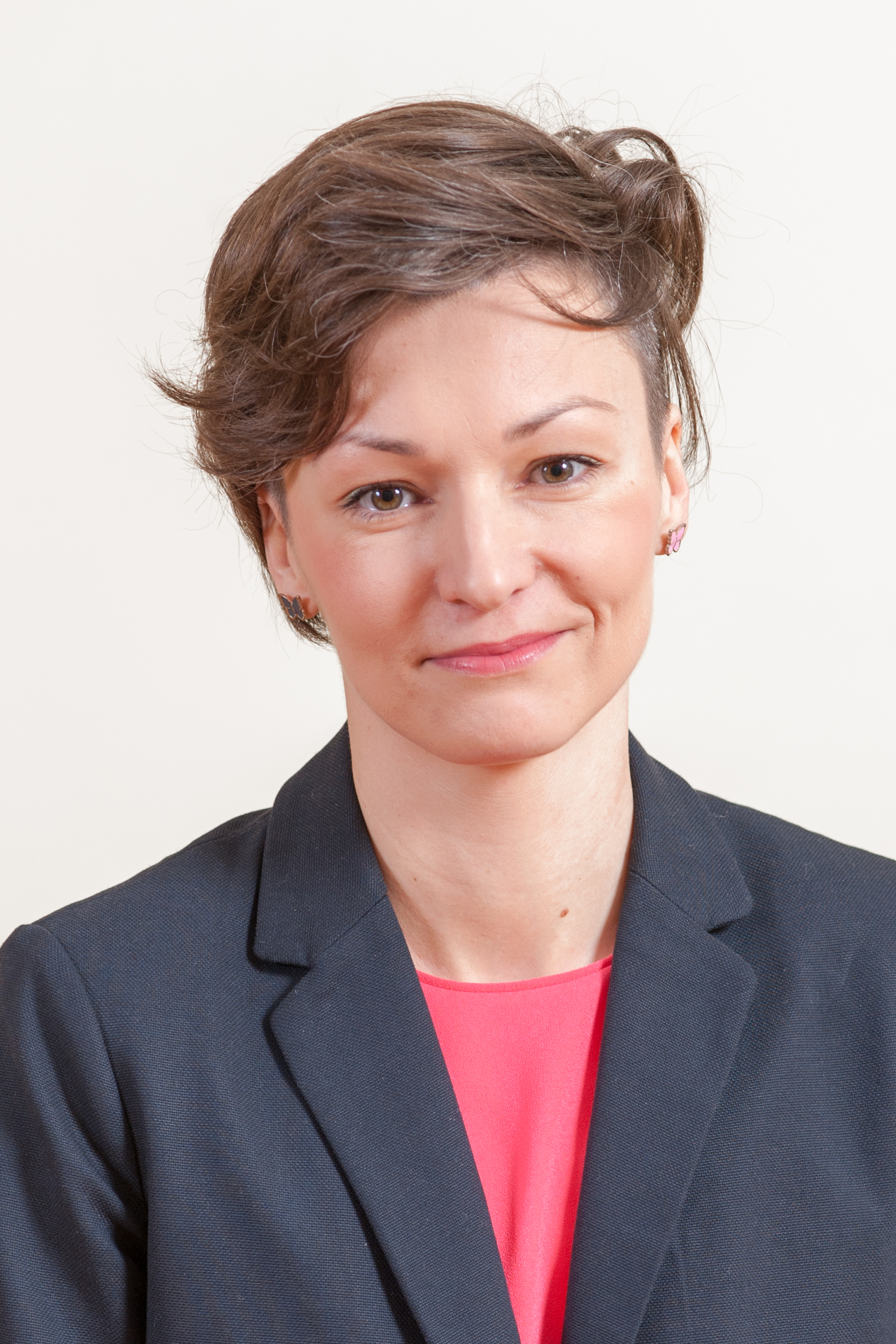
Yoko Alender (2015)

Yoko Alender (* 13. Juni 1979 in Tallinn) ist eine estnische Architektin und Politikerin.

## Leben
Alender besuchte Schulen in Tallinn und in Stockholm, zuletzt das Södra Latins Gymnasium. Es folgte von 1999 bis 2010 ein Architekturstudium an der Estnischen Kunstakademie. Parallel dazu war sie in Architekturbüros tätig. Bis 2012 arbeitete sie im Stadtplanungsamt der Stadt Tallinn und von 2011 bis 2014 im Kulturministerium.
Seit 2015 sitzt Alender für die  Reformpartei (RE) im Riigikogu. Sie war Vorsitzende im parlamentarischen Umweltausschuss, und von Juli 2024 bis zum Regierungsumbau im März 2025 war sie Klimaministerin in der Estnischen Regierung.
Alender ist verheiratet, hat vier Kinder und ist auch ausgebildete Yogalehrerin.